# Hervormde kerk (Rumpt)
De Hervormde kerk is een kerkgebouw in het Nederlandse dorp Rumpt, provincie Gelderland. De kerk wordt gebruikt door de Hervormde Gemeente Rumpt.

## Geschiedenis
Rumpt behoorde rond 960 tot de Sint Maartenskerk van Utrecht. De kerk van Rumpt zou van 1148 tot aan de reformatie in bezit zijn geweest van de abdij van Mariënweerd. Als patroonheilige was gekozen voor Gallus van Zwitserland.
Het oudste deel van de huidige kerk is de toren, die rond 1300 is gebouwd. De kerk die bij deze toren hoorde is in de 15e eeuw vervangen door nieuwbouw. Eerst werd er een nieuw koor opgetrokken, gevolgd door een nieuw schip. De toren is behouden gebleven, maar kreeg wel een nieuw portaal dat toegang gaf tot de vernieuwde kerk.
De zijbeuken van het schip zijn met een travee doorgetrokken langs de toren, en door het aanbrengen van scheidingsmuurtjes ontstonden er twee aparte ruimtes tegen de toren aan. De ene ruimte biedt toegang tot de traptoren, maar de andere was in gebruik als gevangenis.
Na de reformatie werd er een muur gemetseld tussen het schip en het koor. In het koor werd een verdieping aangebracht, zodat er een consistoriekamer en een catechisatiekamer ontstonden.

## Beschrijving
De toren dateert uit circa 1300 en is in romano-gotische stijl opgetrokken. De toren telt vier geledingen en heeft een lage, ingesnoerde spits. Aan de voorzijde is een toegangsportaal dat in de 15e eeuw is aangebracht.
Het gotische, pseudobasicale schip heeft drie beuken en is in de tweede helft van de 15e eeuw gebouwd. De overkluizing is met kruisribgewelven. Tegen de zuidelijke zijbeuk is een kapel aangebouwd. De twee zijbeuken lopen door langs de zijkanten van de toren. 
Het driezijdig gesloten koor is in de eerste helft van de 15e eeuw gebouwd en heeft een tongewelf. 
In 1890 is de kerk, met uitzondering van de toren, aan de buitenzijde beklampt met baksteen.
In de kerk bevinden zich onder andere een 17e-eeuws doophek en een koperen doopbekkenhouder uit 1700. Het orgel is in 1842 gebouwd door C.F.A. Naber en heeft in 1986 en 2016 restauraties ondergaan.